# Futsal Club Tutor
Futsal Club Tutor is de studentenzaalvoetbalvereniging van Delft. 
Tutor is ontstaan in 1995, als een afsplitsing van de studentenvoetbalvereniging Taurus, die als leden zowel veld- als zaalvoetballers had. Oorspronkelijk heette de vereniging Z.V.V. Tutor, later is dat veranderd in FC Tutor. De groep zaalvoetballers binnen Taurus vormden de eerste leden van de vereniging, die op het moment van de oprichting bestond uit 2 dames- en 6 herenteams. De vereniging is bij notariële akte opgericht op 22 mei 1995.
FC Tutor is de hoogst spelende zaalvoetbalvereniging van Delft: in het seizoen 2013/2014 komt Tutor 1 uit in de Topklasse. FC Tutor is verbonden aan de TU Delft en de enige studentensportvereniging van Delft die haar wedstrijden doordeweeks afwerkt. Veel zaalvoetballers combineren dan ook een loopbaan bij Tutor met het vaak al vertrouwde veldvoetbal.